# Niphoparmena flavoscutellata
Niphoparmena flavoscutellata är en skalbaggsart som först beskrevs av Stefan von Breuning 1939.  Niphoparmena flavoscutellata ingår i släktet Niphoparmena och familjen långhorningar.
Artens utbredningsområde är Kenya. Inga underarter finns listade i Catalogue of Life.